# K.G.F: CHAPTER 2
『K.G.F: CHAPTER 2』（ケージーエフ: チャプター2、K.G.F: Chapter 2）は、2022年のインドのカンナダ語歴史アクション映画。プラシャーント・ニールが監督を務め、ヤシュ、サンジャイ・ダット、ラヴィーナー・タンダン、シュリーニディ・シェッティ、プラカーシュ・ラージ、アチユト・クマール、ラオ・ラメシュ、ヴァシシュタ・N・シンハ、アルチャナ・ジョーイス、マラヴィカ・アヴィナーシュ、T・S・ナーガーバラナが出演している。『K.G.Fシリーズ』の第二作目であり、巨大金鉱を手中にした主人公ロッキーと犯罪組織の戦いを描いている。
カンナダ語映画史上最高額となる10億ルピーの製作費が投じられ、ベンガルール、ハイデラバード、マイスール、コーラールで撮影が行われた。撮影の一部は『K.G.F: CHAPTER 1』と同時進行で行われた後、2019年3月から本格的な撮影が始まったものの、COVID-19パンデミックに伴う都市封鎖の影響を受けて2020年2月に一時中断された。その後、5か月後に撮影が再開され、2020年12月に終了した。主要スタッフとして撮影監督のブヴァン・ガウダ、音楽監督のラヴィ・バスルールが引き続き参加している。2022年4月14日にカンナダ語版・テルグ語版・タミル語版・マラヤーラム語版・ヒンディー語版が公開され、同時にカンナダ語映画として初めてIMAX上映された。興行収入は120億から130億ルピーを記録している。

## ストーリー
伝説のギャング・ロッキーのKGF乗っ取りの経緯を話し終えた後、ジャーナリストのアナンド・インガラギが脳卒中で倒れてしまう。24/Newsのディーパ・ヘグデはロッキーの話を聞く機会を失い途方に暮れるが、彼の息子ヴィジャエンドラがロッキーの生涯を代わりに語り始める。
コーラーラ金鉱を乗っ取ったロッキーは、創設者スーリヤワルダンの息子ガルダに続いて彼の弟ヴィラトを殺し、最高幹部のグルパンディヤン、アンドリュース、カマル、デサイを従わせる。ロッキーはその場に同席していたデサイの娘リナをからかったことで、彼女の婚約者カマルを激怒させるが、カマルはその場でロッキーに射殺されてしまう。その後、ロッキーは拘束していたKGF警備責任者のワナラムを味方に引き入れ、隠されていた8つの鉱山の採掘を開始する。一方、内部抗争でガルダに殺されたと思われていたスーリヤワルダンの弟アディーラの生存が判明し、彼は部下を引き連れてKGFの検問所を襲撃して警備兵を皆殺しにする。アンドリュースはデサイを殺してリナをKGFの外に誘い出し、彼女を拉致する。彼女が拉致されたことを知ったロッキーは彼女を救いに向かうが、アディーラに待ち伏せされ銃撃されてしまう。アンドリュースはロッキーが意識を失っている間、部下のシェッティに命じて西海岸のロッキー派の排除に乗り出すが、逆にロッキー派によってシェッティはボンベイを奪われた挙句、ロッキーに殺されてしまう。彼はリナを連れてドバイに向かいイナヤト・カリールと金塊の取引を行い、さらに彼から大量のAK-47を購入する。帰国したロッキーは金塊輸送を妨害するアディーラに反撃して壊滅に追い込む。同じころ、KGFの存在を快く思わないインド政府の閣僚たちは、強硬派のラミカ・センを首相に就かせるため不信任決議を行い、グルパンディヤンを政権から追い出そうと画策するが、ロッキーの部下に脅迫された議員たちが不信任に反対したことで計画は失敗する。政権に残留したグルパンディヤンはロッキーに対してラミカ・センの台頭を警告するが、ロッキーは彼女の存在を意に介さなかった。
1981年。総選挙に勝利したラミカ・センが首相に就任し、CBI長官のラーガワンからKGFの情報を聞かされた彼女は、KGFの捜査を命令する。捜査の結果、ロッキーの所有する倉庫から金の延べ棒を押収するが、それを知ったロッキーは警察署から金の延べ棒を取り戻し、ブローニングM2重機関銃の銃撃で警察署を破壊する。同じころ、ジャーナリストのアナンド・インガラギはKGFへの潜入取材を試みて拘束されるが、その姿勢をロッキーに認められ側にいることを許可される。ロッキーは自分と母シャンタマを捨てた父クリシュナッパを探し出し、母の墓守を命じる。ロッキーの姿を見たリナは彼に想いを告げ、2人は結婚する。その後、ロッキーはKGFの捜査を進めるラミカ・センの元を訪れてマネーロンダリングの証拠を手渡して自分を逮捕するように伝えるが、彼女は側近から、党員の大部分が汚職に関与していることを告げられ、ロッキーの逮捕を断念する。同じころ、生き延びていたアディーラはアンドリュース、ダヤ、ジョンと共謀してKGFの襲撃を計画する。KGFを視察中だったロッキーは、リナから妊娠したことを告げられるが、直後に彼女はアディーラに殺されてしまう。アディーラたちはロッキーに襲いかかるが、KGFの人々に反撃され全滅し、アディーラもロッキーに殺される。その後、KGFの内部抗争やアディーラによるロッキー襲撃を手引きした黒幕がグルパンディヤンであることが判明し、ロッキーは国会議事堂に乗り込み、ラミカ・センの眼前でグルパンディヤンを射殺する。
グルパンディヤンの殺害後、ラミカ・センはロッキーの抹殺を決断し、インド陸軍に対してKGF制圧作戦を発令する。インド陸軍はKGFに殺到するが、住民たちはロッキーが建設した新たな町に避難し、ロッキー自身も大量の金塊と共に行方をくらませていた。しばらく後、洋上を航行するロッキーの船を発見したインド海軍は投降を命じるが、ロッキーが拒否したため攻撃を開始し、彼は金塊と共に海中に消えていった。ラミカ・センはロッキーとKGFに関する情報の抹消を進める中、ロッキーの生きざまに感銘を受けたインガラギは、彼の生涯を記した本を執筆する。ロッキーの死の3か月前、ラミカ・センの元をCIAのエージェントが訪れ、ロッキーが1978年から1981年にかけてアメリカ合衆国と、その他16か国で犯罪行為に関与していたことを告げる。
物語は現代に移り、24/Newsのお茶汲みの男は、インガラギの部屋から「K.G.F: CHAPTER 3」と記された原稿を発見する。

## キャスト
※括弧内は日本語吹替
- ラジャ・クリシュナッパ・バイリヤ（ロッキー） - ヤシュ（山本兼平[19]）
  - 幼少期のロッキー - アンモル・ヴィジャイ[20]
- アディーラ - サンジャイ・ダット（中村大志[19]）
- ラミカ・セン首相 - ラヴィーナー・タンダン（英語版）（篠永百合[19]）
- リナ・デサイ - シュリーニディ・シェッティ（今井麻夏[19]）
- グルパンディヤン - アチユト・クマール
- ヴィジャエンドラ・インガラギ - プラカーシュ・ラージ[21]
- カマル - ヴァシシュタ・N・シンハ
- K・ラーガワンCBI長官（英語版） - ラオ・ラメシュ[22]
- ディーパ・ヘグデ - マラヴィカ・アヴィナーシュ（英語版）
- シュリーニヴァース - T・S・ナーガーバラナ（英語版）
- ファーティマ - イーシュワリ・ラーオ（英語版）
- シャンタマ - アルチャナ・ジョーイス（英語版）[23]
- アンドリュース - B・S・アヴィナーシュ
- ファルマン - サラン・シャクティ（英語版）[24]
- ラジェンドラ・デサイ - ラッキ・ラクシュマン
- ワナラム - アイヤッパ・P・シャルマー
- アナンド・インガラギ - アナント・ナーグ
  - 青年期のアナンド・インガラギ - アショーク・シャルマー
- ジョン - ジョン・コッケン（英語版）
- お茶汲み - ゴーヴィンデー・ガウダ
- カシム - ハリーシュ・ライ
- ダヤ - ターラク・ポンナッパ
- シェッティ - ディネーシュ・マンガルール
- イナヤト・カリール - バーラクリシュナ
- インド国会議長 - アッパギ・アンバリーシャ[25]
- ヴィラト - ヴィナイ・ビッダッパ
- ナーガラージュ - モーハン・ジュネージャ
- クリシュナッパ・バイリヤ - クリシュナッパ
- シャーム - ヤシュ・シェッティ
- 盲目の老人 - クリシュノジ・ラーオ

アーカイヴ出演
- スーリヤワルダン - ラメーシュ・インディラ
- ガルダ - ラーマチャンドラ・ラージュ[23]
- ヴィッタル - B・スレーシャ

## 製作

### 企画
プラシャーント・ニールは『Ugramm』の公開後から脚本の執筆に着手し、2015年の初頭から製作が開始された。その後、彼は非線形のストーリー展開にするため、映画を二部作で製作することに決めた。これについてニールは「プロジェクトのスケールが大規模で、一部、二部の両方とも導入とインターバル、結末が存在していたため、二部作にすることが合理的だった」と語っている。また、多言語対応での公開とした理由については「ユニークなアイディアが映画の根底にあり、普遍的なテーマを題材にしているため」と語っている。2020年12月、『K.G.F: CHAPTER 2』の撮影中だったニールは第三作製作の噂を否定し、「『K.G.F』は第二作で完結する予定だ」と明言している。ニールは主要スタッフとして音楽監督のラヴィ・バスルール、撮影監督のブヴァン・ガウダを前作に引き続き起用することを決定した。

### キャスティング
主要キャストのヤシュ、シュリーニディ・シェッティ、ヴァシシュタ・N・シンハ、アチユト・クマール、マラヴィカ・アヴィナーシュ、T・S・ナーガーバラナは前作に引き続き出演し、2019年2月に「重要なキャラクター」としてサンジャイ・ダットの出演が発表された。また、同時期にラヴィーナー・タンダンの出演情報がメディアで報じられるようになり、『ザ・タイムズ・オブ・インディア』は彼女の役柄について「主要な役柄になるだろう」と報じている。シュリーニディ・シェッティは前作への出演で人気女優の地位を確立し、複数の製作会社から出演依頼が来ていたが、『K.G.F: CHAPTER 2』への出演を優先するために7本の映画出演を辞退したという。4月には出演を希望する俳優のオーディションが行われた。
7月29日にサンジャイ・ダットが主要な敵キャラクターのアディーラ役を演じることが発表され、カンナダ語映画デビューを果たした。彼はアディーラをサノスと比較し、「恐ろしいメイクをした危険なキャラクターであることが示されている」と説明し、アディーラについて「自分が探し求めていたキャラクター」と語っている。ラヴィーナー・タンダンはラミカ・セン首相役を演じることが明かされ、彼女はキャラクターについて「演じるのが難しいキャラクターだった」と語っている。このほかにラオ・ラメシュとサラン・シャクティの出演が発表されており、2020年8月26日にはプラカーシュ・ラージが重要なキャラクターを演じることが発表された。

### 撮影

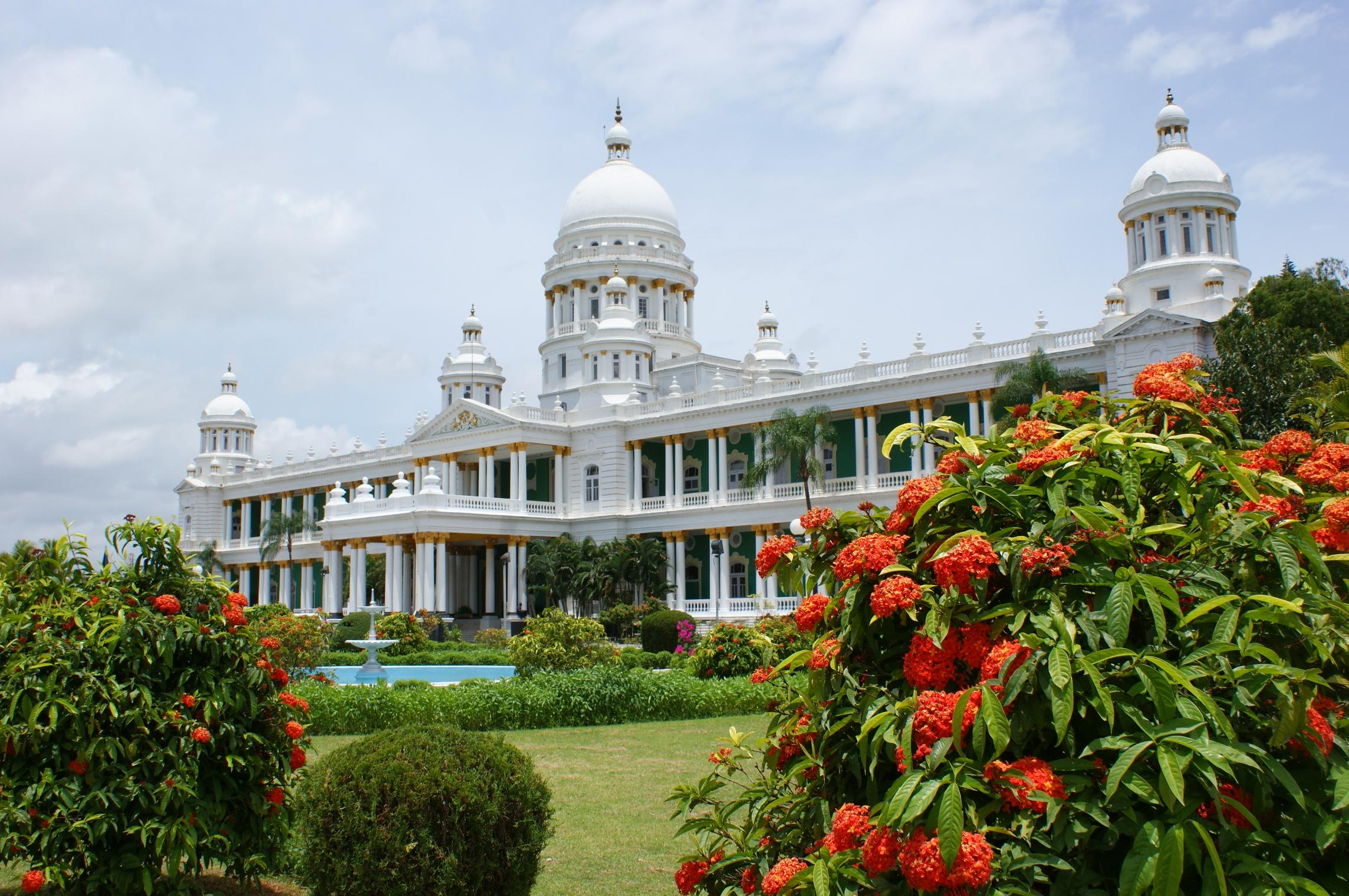
ラリター・マハル

前作の公開前（2018年12月）の時点で『K.G.F: CHAPTER 2』の撮影は20%ほど終了しており、2019年1月4日までにさらに15%ほど撮影が進み、夏季から本格的な撮影が始まることが明かされた。
2019年3月13日からハイデラバードで撮影が始まった。5月にはベンガルール近郊で撮影が行われ、主演のヤシュは6月のスケジュールのみ撮影に参加することが報じられた。同月4日からマイスールのラリター・マハルで撮影が始まり、同月6日からヤシュが撮影に参加した。8月にはコーラーラ金鉱のシアナイド・ヒルズで撮影が行われたが、同月28日に全国市民党の党首N・シュリニヴァスが嘆願書を裁判所に送付し、「同地域がシアン化物の保護地域になっており、自然を傷つけている」として撮影の中止を求めた。これを受けて裁判所は、撮影終了予定日の前日となる9月4日に撮影チームに対して撮影中止を命令した。同日にハイデラバード第2スケジュールの撮影が開始され、9月25日からサンジャイ・ダットが撮影に参加した。同月27日に撮影中止命令の手続停止が決定したため、シアナイド・ヒルズでの撮影が再開された。ハイデラバードでの撮影を終えた後、撮影チームは10月14日からカルナータカ州に移動して撮影を行った。
2020年1月27日時点で全体の80%の撮影が終了し、残りの撮影はマイスール、ハイデラバード、ベンガルール、コーラーラ金鉱で行う予定になっていた。2月3日にヤシュがインフォシス・マイスール・キャンパスで撮影を行っている姿がソーシャルメディア上で拡散され、同月10日からラオ・ラメシュが撮影に参加し、同月12日からはラヴィーナー・タンダンが撮影に参加した。マイスールでの第2スケジュールの撮影が終了した後、同月21日からハイデラバードで撮影が始まった。同月28日にラヴィーナー・タンダンの出演シーンの撮影が終了し、3月には主要シーンの撮影が終了してポストプロダクションが始まったが、COVID-19パンデミックに伴う都市封鎖を受けて撮影が中断された。プラシャーント・ニールによると、サンジャイ・ダットの出演シーンの撮影は終了しているが、8月12日に彼が肺癌の治療のためアメリカ合衆国に向かったため、台詞の吹き替え作業が残っていることを明かしている。
8月26日からベンガルールで撮影が再開され、マラヴィカ・アヴィナーシュとプラカーシュ・ラージが参加している。10月7日にはヤシュとシュリーニディ・シェッティがマンガルールでの撮影に参加し、撮影は最終段階に入った。11月からサンジャイ・ダットが撮影に復帰することが報じられたが、実際に彼が撮影に復帰したのは12月に入ってからだった。クライマックスのアクションシーンの撮影は12月からハイデラバードで行われ、アクション監督のアンバリヴが殺陣を担当している。同月20日にアクションシーンの撮影が終了したことが発表された。

### 音楽
映画音楽の作曲はラヴィ・バスルールが手掛け、音楽権は南インドの言語版がラハリ・ミュージックとT-Seriesが取得し、ヒンディー語版はMRTミュージックが取得している。2019年4月にベンガルールにあるバスルールのレコーディング・スタジオで録音作業が始まったが、2020年3月にCOVID-19パンデミックの影響を受けて作業が中断され、5月から再開された。バスルールは映画音楽の作曲作業を終えた後、2021年中旬からサウンドトラックの作曲作業に取りかかった。収録曲「Toofan」「Sultan」にはナーイク兄弟（ラクスマン・ナーイク、サンディーシュ・ダッタ・ナーイク）がレコーディングに参加し、ヒンディー語版で使用された。2人はレコーディングについて、「私たちはテルグ語・カンナダ語の4曲の吹き替えを担当しました。その後にCOVID-19パンデミックによる都市封鎖が発生しました。2年という長期の待機期間を経て、"Toofan"と"Sultan"の2曲をヒンディー語版のために録音したのです」と語っている。音楽権はラハリ・ミュージックとT-Seriesが7200万ルピーで購入している。2022年3月21日にファーストシングル「Toofan」がリリースされた。この曲は主人公ロッキーがKGFの奴隷たちの救世主として立ち上がる姿を題材にしており、リリースから24時間で再生回数2600万回を記録した。4月6日にセカンドシングル「Gagana Nee」がリリースされ、同月13日にはサードシングル「Sulthana」がリリースされた。翌14日にはフォースシングル「Mehabooba」がリリースされ、同月16日には4曲を収録したサウンドトラック・アルバムがリリースされた。同月24日にはフィフスシングル「The Monster Song」がリリースされた。

## マーケティング
プロモーションの一環として、撮影の舞台裏や裏設定を記載した「K.G.Fタイムズ」という架空の新聞が発行された。予告編の公開は、ヤシュの誕生日に合わせて2021年1月8日の公開を予定していたが、映像の一部がインターネット上に流出したことを受け、予定を前倒しする形で1月7日に公開された。予告編は5言語版の代わりに、劇中の英語の台詞をフィーチャーした映像で構成されていた。再生回数は公開10時間で1600万回を記録し、『マスター 先生が来る!』『RRR』の記録を越えて南インド映画の予告編で最も「いいね!」された予告編となった。また、公開4日間で再生回数1億4000万回を記録している。2022年3月27日にオフィシャル・トレーラーが公開された。

## 公開

### 劇場上映

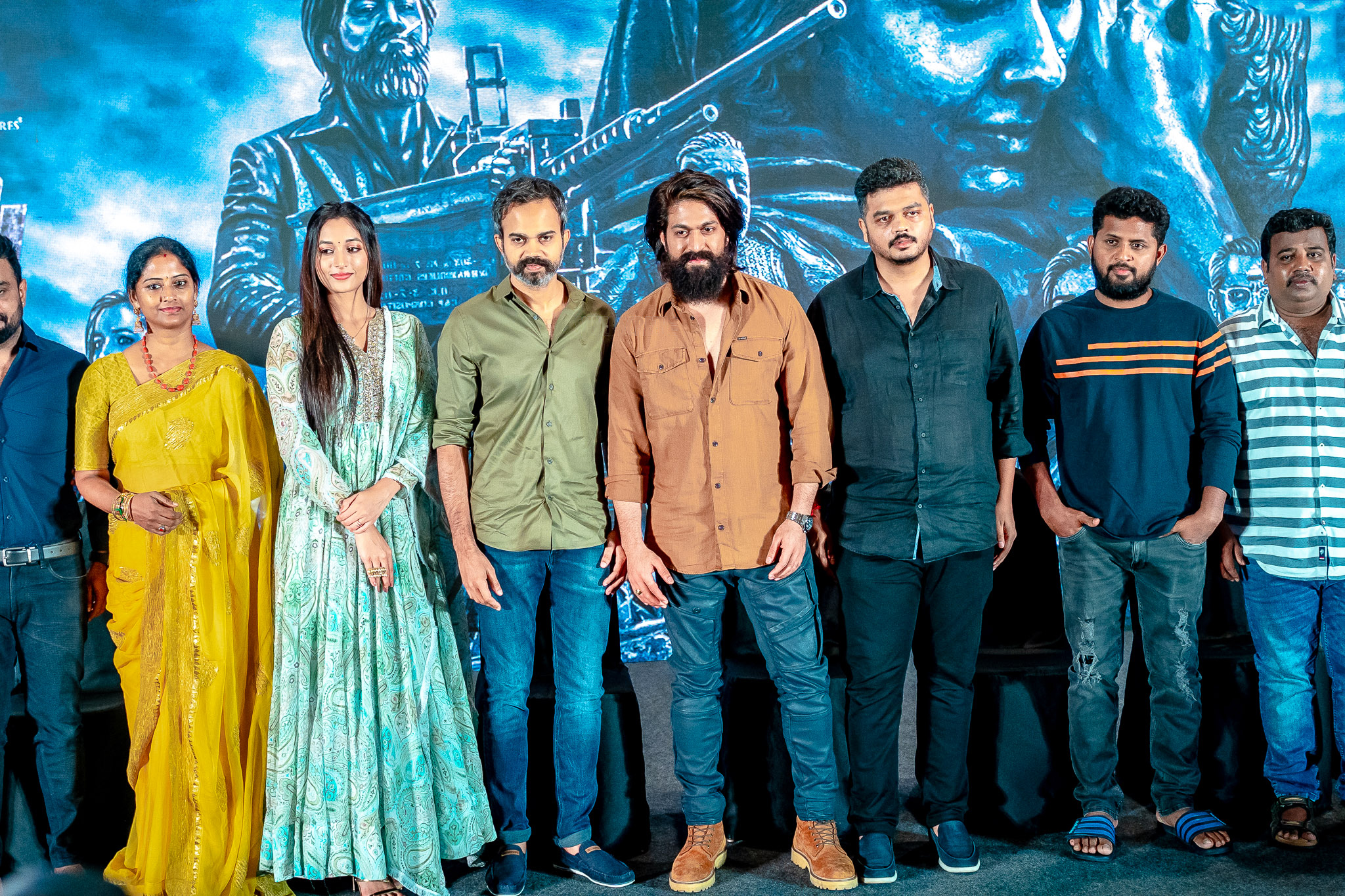
『K.G.F: CHAPTER 2』プロモーション中のプラシャーント・ニール、ヤシュ、シュリーニディ・シェッティ、イーシュワリ・ラーオ

当初はダシェラー祭に合わせて2020年10月23日の公開を予定していたが、COVID-19パンデミックの影響を受けて延期された。2021年1月に新たな公開日が同年7月16日に決まったことが発表されたものの、COVID-19パンデミックの影響で再度延期された。同年1月11日にカルナータカ州アンチ・タバコ対策室が、劇中でロッキーの喫煙シーンに警告メッセージを表示していなかったことに対してプラシャーント・ニール、ヴィジャイ・キランガドゥル、ヤシュに警告文書を送付している。これは、俳優のファンが真似することがないように喫煙シーンに警告メッセージを表示することが法律で義務付けられていたための処置である。8月22日に新たな公開日が2022年4月14日に決まったことが発表され、予定通りにカンナダ語版と各吹替版（ヒンディー語、テルグ語、タミル語、マラヤーラム語）が公開された。『K.G.F: CHAPTER 2』はカンナダ語映画として初めてギリシャで公開され、同時にIMAX上映された最初のカンナダ語映画となった。また、カンナダ語映画として初めて韓国でも公開された。『K.G.F: CHAPTER 2』は全世界1万スクリーンで公開され、このうちインド国内では6000スクリーン公開された。

### 配給
カルナータカ州の配給権はKRGスタジオ、ケーララ州の配給権はプリトヴィーラージ・プロダクション、タミル・ナードゥ州の配給権はドリーム・ウォリアー・ピクチャーズ、アーンドラ・プラデーシュ州とテランガーナ州の配給権はヴァーラーヒー・チャラナ・チトラームがそれぞれ取得している。また、ヒンディー語版の配給権はAAフィルムズとエクセル・エンターテインメントが取得した。
海外では北米配給権をサリガマ・シネマズ、ヨーロッパ配給権を4シーズン・クリエーションズが取得し、ヒンディー語版の世界配給はシネスターンAAが手掛けた。イギリス配給権はブーリン・シネマズが取得し、ラーダ・クリシュナ・エンターテインメントがオーストラリア・ニュージーランド・フィジー・パプアニューギニアの配給を手掛けている。また、マレーシア・シンガポール・湾岸アラブ諸国・アフリカでも配給されている。

### ホームメディア
カンナダ語版・テルグ語版・タミル語版・マラヤーラム語版の衛星放送権はジー・ネットワークが取得し、ヒンディー語版の権利はソニー・マックスが取得している。5言語版のデジタル配信権はAmazon Prime Videoが取得しており、2022年5月16日にAmazon Prime Video Indiaから199ルピーで5言語版の先行レンタル（プレミア会員、非プレミア会員問わず）を開始することを発表した。同サービスでは6月3日から5言語版の配信が始まった。8月20日にジー・カンナダでカンナダ語版がテレビ放送され、翌21日にはジー・テルグでテルグ語版がテレビ放送された。同月31日にはジー・タミルでタミル語版がテレビ放送され、9月18日にはソニー・マックスでヒンディー語版がテレビ放送された。

## 評価

### 興行収入

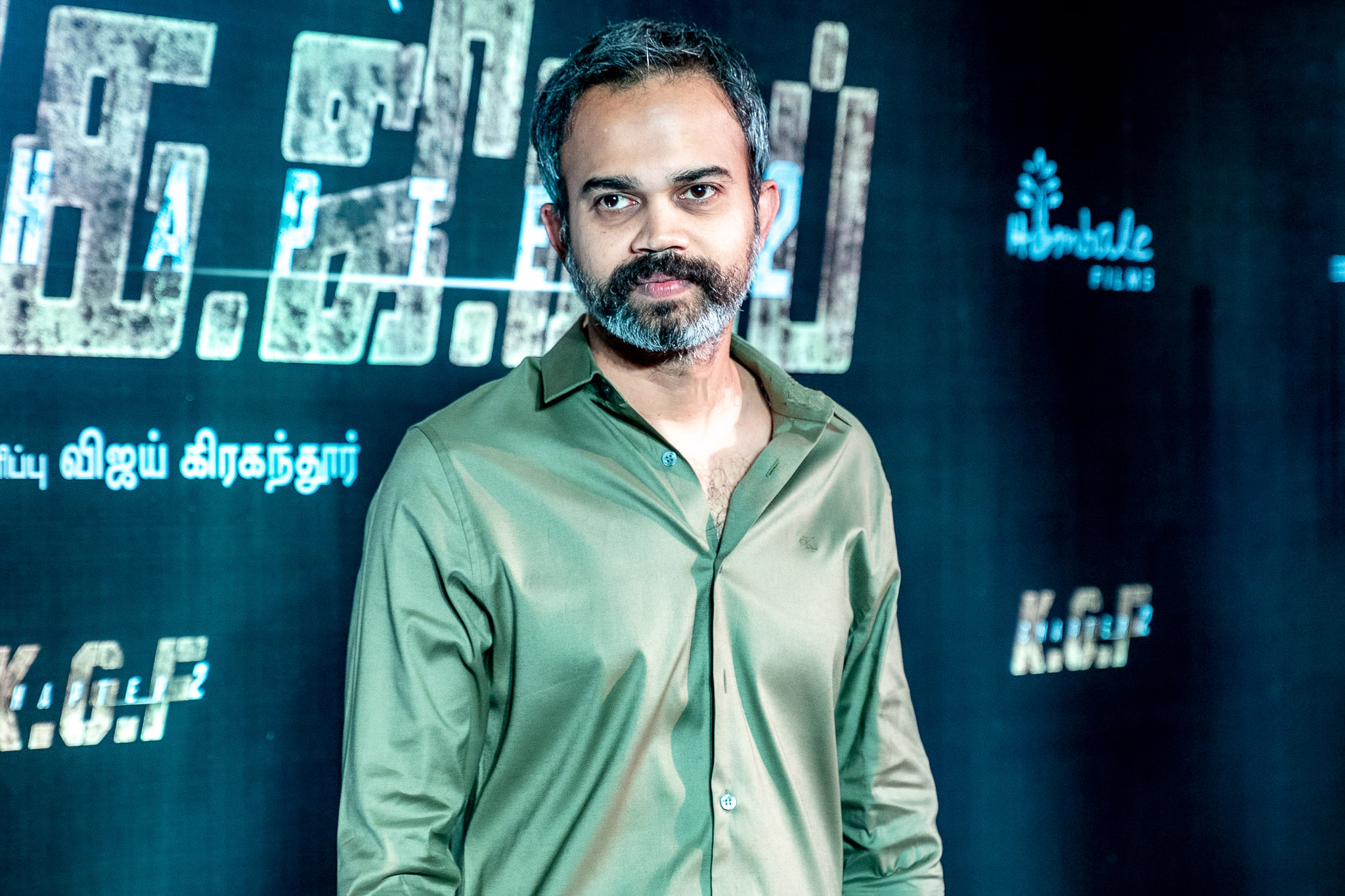
プラシャーント・ニール

『K.G.F: CHAPTER 2』は公開初日に16億4000万ルピーの興行収入を記録した。公開2日目の興行収入は12億2000万ルピーを記録し、2日間の合計興行収入は28億6000万ルピーとなり、この時点で『K.G.F: CHAPTER 1』の最終興行収入（25億ルピー）を抜いてカンナダ語映画の歴代興行記録第1位にランクインした。公開3日目の興行収入は10億4000万ルピーを記録し、3日間の合計興行収入は39億ルピーとなり、公開4日目には累計興行収入が55億2850万ルピーを記録している。公開5日目の累計興行収入は62億5000万ルピー、公開6日目には67億5000万ルピーを記録し、公開1週目の累計興行収入は71億9000万ルピーを記録している。公開14日間の累計興行収入は100億6000万ルピーを記録し、『K.G.F: CHAPTER 2』は1000カロール・クラブ入りを果たした4本目のインド映画となり、『バーフバリ 王の凱旋』に次ぐ短期間で1000カロール（100億ルピー）を達成した。興行収入について『ファーストポスト』は110億ルピーと報じており、一方の『ピンクヴィッラ』は公開10週目の時点で119億8000万ルピーと報じた。

#### インド
公開初日の興行収入は13億4500万ルピーを記録し、『RRR』に次ぐ興行成績となった。ヒンディー語版の公開初日の興行収入は5億3950万ルピーを記録し、ヒンディー語映画として最高額となり、同時に南インド映画を除くインド映画の中で最も高い公開初日成績となった。また、カルナータカ州では歴代カンナダ語映画の中で最も高い公開初日成績を記録し、ケーララ州でもマラヤーラム語語版が歴代の公開初日成績を塗り替えて第1位にランクインしている。公開4日間の興行収入は44億2000万ルピーを記録し、国内オープニング週末興行成績第1位にランクインした。また、ヒンディー語版の公開5日間の興行収入は21億9560万ルピーを記録している。チェンナイでは公開5日目の興行収入が620万ルピーを記録し、『Beast』の記録を上回った。また、ヒンディー語版は公開7日間で興行収入25億ルピーを記録し、『バーフバリ 王の凱旋』のヒンディー語版が保持していた記録（8日間）を塗り替えた。公開12日目にはヒンディー語版の興行収入は32億2000万ルピーを記録し、ヒンディー語映画の中で10本目の300カロール・クラブ入りを果たした映画となった。公開15日間の国内累計興行収入は80億6100万ルピーを記録し、インド映画歴代興行成績第3位にランクインした。公開16日目にはヒンディー語版の累計興行収入が35億3060万ルピーを記録し、ヒンディー語映画歴代興行成績第3位にランクインしている。タミル・ナードゥ州では興行収入が10億ルピーを記録し、同州で非タミル語映画が興行収入10億ルピーを超えたのは『バーフバリ 王の凱旋』に次いで2本目である。また、公開26日間で10億5700万ルピーを記録し、同州の歴代興行成績第9位にランクインした。西ベンガル州では興行収入2億2060万ルピーを記録し、同州で2億ルピーを超えた2本目の映画となった。また、オリッサ州では初めて興行収入10億ルピーを超えた映画となり、ケーララ州では興行収入5億ルピーの最速到達記録を樹立した。カンナダ語映画の拠点であるカルナータカ州では、公開25日間で興行収入17億5000万ルピーを記録した。
ヒンディー語版の最終興行収入は42億1880万ルピーを記録し、歴代興行成績は『ダンガル きっと、つよくなる』（38億7380万ルピー）を越え、『バーフバリ 王の凱旋』（51億1000万ルピー）に次ぐ第2位にランクインした。また、国内興行収入は100億ルピーを超え、インド映画歴代興行成績第2位にランクインしている。公開26日間で累計興行収入は50億5000万ルピーを記録しており、公開33日目には興行収入100億ルピーを超え、インド映画歴代興行成績第2位にランクンした。地域別の興行成績はカルナータカ州が18億6000万ルピー、テルグ語圏が13億7000万ルピー、タミル・ナードゥ州が11億5000万ルピー、ケーララ州が6800万ルピー、ヒンディー語圏及びその他の合計が52億5000万ルピーとなっている。最終的な国内興行収入は100億8000万ルピーとなっている。

#### 海外
北米では公開初日で100万ドル以上の興行収入を記録した。公開初日にオーストラリアでは22万5892ドル、ニュージーランドでは3万9372ドルの興行収入を記録しており、アメリカでは初週末の興行収入が510スクリーンで2622万5842ドルを記録し、このうちヒンディー語版の興行収入は268スクリーンで93万527ドルとなっている。また、カナダでは55スクリーンで111万7124ドルの興行収入を記録し、イギリスでは182スクリーンで59万8000ポンドの興行収入を記録している。この他の地域では初週末の興行収入は240万ドルとなっている。カナダでは最長上映日数をしたカンナダ語映画となり、同時に多言語版が同時公開された初のインド映画となった。

### 批評
『ボリウッド・ハンガマ』のタラン・アダルシュは4.5/5の星を与えて製作面の大部分を絶賛し、「新鮮さと国際的な雰囲気を持ち合わせており、地方映画にはとても思えない出来栄えだ」と批評しており、『ファーストポスト』のシューバ・J・ラーオは4/5の星を与えて、脚本と物語の構想について「前作を凌ぐ素晴らしさ」と称賛している。『ザ・タイムズ・オブ・インディア』のスナーヤナ・スレーシュも4/5の星を与えて「ニールとヤシュは、前作よりも没入感にあふれた続編を作り出すことに成功した」と批評し、『デカン・ヘラルド』のヴィヴェーク・M・Vは3.5/5の星を与えている。『インディア・トゥデイ』のジャーナキ・Kはクライマックスについては「カタルシスがあり、素晴らしい映像だった」と評価したが、物語全体を通してのテンポの悪さを批判している。また、『ニュース・ミニッツ』のシュクラージは3/5の星を与え、「いくつか不十分な点はあるものの、その驚くようなイマジネーションと信じられないような技術的な精巧さは、観客に映画を永遠に思い出させるに違いない」と批評している。
『リーレン』のバーラティ・プラダーンは2/5の星を与え、ロッキーを「インドのディストピアのドン」と評し、『フリー・プレス・ジャーナル』ローヒト・バトナガルは2.5/5の星を与え、「『K.G.F: CHAPTER 2』には観客を感動させるための材料が豊富に揃っているが、そこにリアリズムを見出すことは非常に困難だ」と批評している。『Rediff.com』のスカンニャー・ヴァルマーは2.5/5の星を与え「K.G.Fフランチャイズの原動力は合理性ではなく、テストステロンにある」と指摘したが、「薄っぺらい物語に筋肉をつけた」俳優の演技とプロダクションデザインについては高く評価している。『インディアン・エクスプレス』のシューブラ・グプタは1.5/5の星を与えて「映画は過去と現在をデタラメに動き回るだけで、何の感銘も与えない」と批評し、『Scroll.in』のナンディニ・ラームナートは2.5/5の星を与えて「前作よりもカオスは減ったものの、時空間の跳躍には相変わらず苦しめられている」と批評している。『ニューデリー・テレビジョン』のサイバル・チャテルジーは2/5の星を与え、「この映画はピッチや音響に関して、変調や中庸といった感覚をまるで持ち合わせていない者たちの手による仕事だ」と酷評する一方、ヤシュの演技については高く評価している。
『News18』のソニル・デディアは「この映画はノンストップのスリルとムード、スタイルを観客に提供してくれる」と批評し、『ヒンドゥスタン・タイムズ』のモニカ・ラーワル・ククレージャは「大々的に宣伝するだけの価値がある映画であり、久しぶりに現れた素晴らしい続編作品だ」と批評し、ヤシュについて「決して見逃すことのできない俳優だ」と称賛している。『ザ・ヒンドゥー』のシュリヴァトサン・Sは映画を「男の毒性の祭典」と表現し、「『K.G.F: CHAPTER 2』を効果的に鑑賞する唯一の方法は、あなた自身がこの狂気の祭典に参加することである」と批評している。

### 受賞・ノミネート
| 映画賞                                               | 授賞式           | 部門                                         | 対象 | 結果       | 出典            |
| ---------------------------------------------------- | ---------------- | -------------------------------------------- | --- | ---------- | --------------- |
| ニコロデオン・キッズ・チョイス・アワード・インディア | 2023年6月28日    | 南インド映画部門作品賞                       | 『K.G.F: CHAPTER 2』 | 受賞       | [ 195 ]         |
| ニコロデオン・キッズ・チョイス・アワード・インディア | 2023年6月28日    | 南インド映画部門主演男優賞                   | ヤシュ | 受賞       | [ 195 ]         |
| 第11回南インド国際映画賞                             | 2023年9月15-16日 | カンナダ語映画部門作品賞                     | 『K.G.F: CHAPTER 2』 | ノミネート | [ 196 ] [ 197 ] |
| 第11回南インド国際映画賞                             | 2023年9月15-16日 | カンナダ語映画部門監督賞                     | プラシャーント・ニール | ノミネート | [ 196 ] [ 197 ] |
| 第11回南インド国際映画賞                             | 2023年9月15-16日 | カンナダ語映画部門撮影賞                     | ブヴァン・ガウダ | 受賞       | [ 196 ] [ 197 ] |
| 第11回南インド国際映画賞                             | 2023年9月15-16日 | カンナダ語映画部門主演男優賞                 | ヤシュ | 受賞       | [ 196 ] [ 197 ] |
| 第11回南インド国際映画賞                             | 2023年9月15-16日 | カンナダ語映画部門主演女優賞                 | シュリーニディ・シェッティ | 受賞       | [ 196 ] [ 197 ] |
| 第11回南インド国際映画賞                             | 2023年9月15-16日 | カンナダ語映画部門助演男優賞                 | アチユト・クマール | ノミネート | [ 196 ] [ 197 ] |
| 第11回南インド国際映画賞                             | 2023年9月15-16日 | カンナダ語映画部門悪役賞                     | サンジャイ・ダット | ノミネート | [ 196 ] [ 197 ] |
| 第11回南インド国際映画賞                             | 2023年9月15-16日 | カンナダ語映画部門音楽監督賞                 | ラヴィ・バスルール | ノミネート | [ 196 ] [ 197 ] |
| 第11回南インド国際映画賞                             | 2023年9月15-16日 | カンナダ語映画部門作詞家賞                   | - 「Toofan」 - ラヴィ・バスルール | ノミネート | [ 196 ] [ 197 ] |
| 第11回南インド国際映画賞                             | 2023年9月15-16日 | カンナダ語映画部門男性プレイバックシンガー賞 | - 「Sulthana」 - サントーシュ・ヴェンキー - モーハン・クリシュナ - サチン・バスルール - ラヴィ・バスルール - プニート・ルドラング - マニーシュ・ディナカール | ノミネート | [ 196 ] [ 197 ] |
| 第11回南インド国際映画賞                             | 2023年9月15-16日 | カンナダ語映画部門女性プレイバックシンガー賞 | - 「Gagana Nee」 - スチェータ・バスルール | ノミネート | [ 196 ] [ 197 ] |
| 第68回フィルムフェア賞 南インド映画部門              | 2024年7月11日    | カンナダ語映画部門作品賞                     | 『K.G.F: CHAPTER 2』 | ノミネート | [ 198 ]         |
| 第68回フィルムフェア賞 南インド映画部門              | 2024年7月11日    | カンナダ語映画部門監督賞                     | プラシャーント・ニール | ノミネート | [ 198 ]         |
| 第68回フィルムフェア賞 南インド映画部門              | 2024年7月11日    | カンナダ語映画部門主演男優賞                 | ヤシュ | ノミネート | [ 198 ]         |
| 第68回フィルムフェア賞 南インド映画部門              | 2024年7月11日    | カンナダ語映画部門助演男優賞                 | プラカーシュ・ラージ | ノミネート | [ 198 ]         |
| 第68回フィルムフェア賞 南インド映画部門              | 2024年7月11日    | カンナダ語映画部門助演女優賞                 | アルチャナ・ジョーイス | ノミネート | [ 198 ]         |
| 第68回フィルムフェア賞 南インド映画部門              | 2024年7月11日    | カンナダ語部門音楽アルバム賞                 | ラヴィ・バスルール | ノミネート | [ 198 ]         |
| 第70回国家映画賞                                     | 2024年10月       | カンナダ語長編映画賞                         | 『K.G.F: CHAPTER 2』 | 受賞       | [ 199 ]         |
| 第70回国家映画賞                                     | 2024年10月       | アクション監督賞                             | アンバリヴ | 受賞       | [ 199 ]         |

## 続編
ミッドクレジットシーンでは「K.G.F: CHAPTER 3」と題された原稿が登場し、第三作の製作が示唆された。2022年4月には、プラシャーント・ニールが「『K.G.F: CHAPTER 2』が皆さんに愛してもらえたなら、フランチャイズを継続することを考えます」と発言しており、プロデューサーのカールティク・ガウダも続編のプリプロダクションが開始されたことを明かしている。また、ヤシュは『バラエティ』の取材に対し、ニールと共に続編の複数のシーンについて話し合ったことを明かしている。
2022年5月、プロデューサーのヴィジャイ・キランガドゥルは同年10月以降に続編の撮影を開始し、2024年の公開を計画していることを明かし、「今後、私たちはマーベル・シネマティック・ユニバースのようなフランチャイズを作り出すつもりだ。理想としているのは『ドクター・ストレンジ/マルチバース・オブ・マッドネス』のような、異なる映画から様々なキャラクターが登場する作品だ」と語っている。これに対し、カールティク・ガウダは「ホムベール・フィルムズが『K.G.F: CHAPTER 3』の撮影をすぐに始めることはありません」と発言しており、2022年6月にはニールが「私たちは今、長期の休息を欲しています。そして、必ず製作するために戻ってきます」と語っている。